# Elefthérios Petroúnias
Elefthérios « Leftéris » Petroúnias (grec moderne : Ελευθέριος «Λευτέρης» Πετρούνιας) est un gymnaste artistique grec, né le 30 novembre 1990 à Athènes, spécialiste des anneaux.

## Carrière
Le 30 juin 2021, il est nommé porte-drapeau de la délégation grecque aux Jeux olympiques d'été de 2020 par le Comité olympique hellénique, conjointement avec la tireuse sportive Ánna Korakáki. Ces jeux ont eu lieu du 23 juillet au 8 août 2021 après le confinement par pandémie.

## Palmarès

### Jeux olympiques
- Paris 2024
  -  médaille de bronze aux anneaux
- Tokyo 2020
  -  médaille de bronze aux anneaux
- Rio 2016
  -  médaille d'or aux anneaux

### Championnats du monde
- Anvers 2023
  -  médaille d'argent aux anneaux
- Doha 2018
  -  médaille d'or aux anneaux
- Montréal 2017
  -  médaille d'or aux anneaux
- Glasgow 2015
  -  médaille d'or aux anneaux
- Nanning 2014
  - 6e aux anneaux

### Championnats d'Europe
- Leipzig 2025
  -  médaille d'or aux anneaux

- Rimini 2024
  -  médaille d'or aux anneaux

- Antalya 2023
  -  médaille de bronze aux anneaux

- Munich 2022
  -  médaille d'or aux anneaux

- Bâle 2021
  -  médaille d'or aux anneaux

- Glasgow 2018
  -  médaille d'or aux anneaux

- Cluj-Napoca 2017
  -  médaille d'or aux anneaux

- Berne 2016
  -  médaille d'or aux anneaux

- Montpellier 2015
  -  médaille d'or aux anneaux

- Berlin 2011
  -  médaille de bronze aux anneaux

### Jeux européens
- Bakou 2015
  -  médaille d'or aux anneaux

### Jeux méditerranéens
- Mersin 2013
  -  médaille d'or aux anneaux